# Bandera de Betsy Ross
La bandera de Betsy Ross es uno de los primeros diseños de la bandera de Estados Unidos, llamada así en honor a la tapicera y fabricante de banderas Betsy Ross.
El patrón, que ya estaba en uso en 1777, alterna 13 franjas rojas y blancas y estrellas dentro de un cantón azul. Se distingue por 13 estrellas de 5 puntas dispuestas en círculo para representar la unidad de las 13 colonias. Como bandera estadounidense histórica, ha sido durante mucho tiempo un símbolo patriótico popular.
Este diseño ahora se conoce comúnmente como la "bandera de Betsy Ross", aunque, sin embargo, no hay evidencia histórica de que Betsy Ross haya diseñado esta bandera.

## Historia
Betsy Ross fue una tapicera de Filadelfia que fabricaba uniformes, tiendas de campaña y banderas para las fuerzas continentales. Aunque sus contribuciones a la fabricación están documentadas, surgió una historia popular impulsada por el nieto de Ross, William J. Canby, quien presentó un documento ante la Sociedad Histórica de Pensilvania en 1870. Según esa historia, Ross fue contratada por un grupo de Padres Fundadores para hacer una nueva bandera de Estados Unidos. Según la leyenda, se desvió de las estrellas de 6 puntas en el diseño y en su lugar produjo una bandera con estrellas de 5 puntas.
La afirmación de sus descendientes de que Betsy Ross contribuyó al diseño de la bandera no es generalmente aceptada por los eruditos y vexilólogos estadounidenses modernos.
La primera conexión entre Betsy Ross y este diseño de bandera con 13 estrellas en un círculo fue la pintura de Charles Weisgerber de 1893 "El nacimiento de la bandera de nuestra nación". La pintura se exhibió por primera vez en la Exposición Colombina de 1893 en Chicago y representa a Betsy Ross con la bandera en su regazo.

## Importancia política y cultural

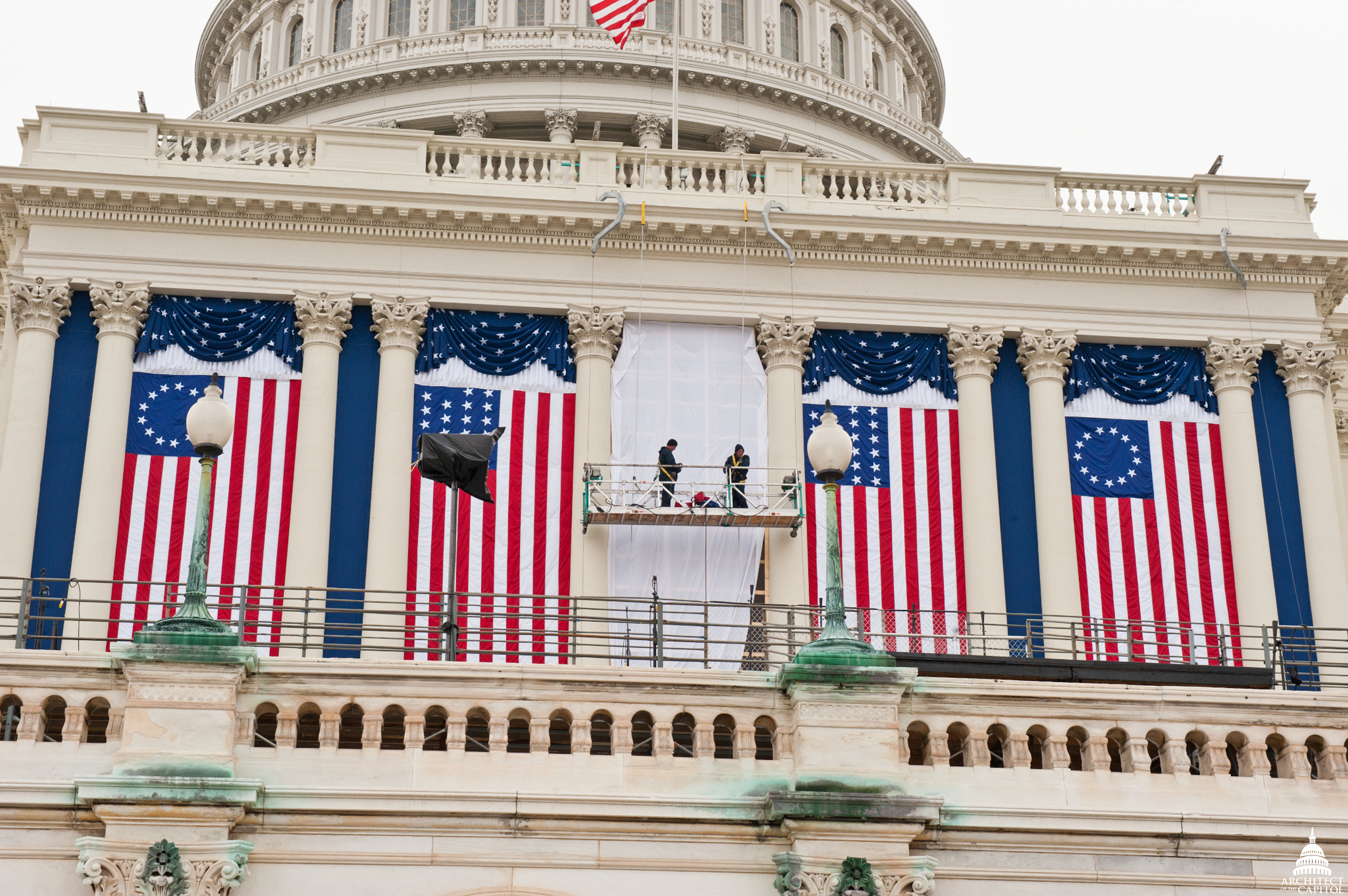
El diseño "Betsy Ross" se exhibe tradicionalmente en las posesiones presidenciales de Estados Unidos. Aquí, en la primera toma de posesión de Barack Obama (2009)

El diseño de Betsy Ross, con su círculo de estrellas fácilmente identificable, ha sido considerado durante mucho tiempo como un símbolo de la Revolución Americana y la joven República.
El telón de fondo tradicional de las tomas de posesión presidenciales de los Estados Unidos cada 4 años utiliza una gran bandera de Betsy Ross y la bandera estadounidense moderna para representar la historia de la nación. Desde la década de 1980, esta exhibición también incluye un diseño de bandera estadounidense que simboliza el año en que el estado natal del presidente fue admitido en la unión.

Bandera del Servicio Exterior de los Estados Unidos

El círculo de 13 estrellas, que define el diseño de Betsy Ross, se encuentra en dos banderas estatales: la Bandera de Rhode Island y la Bandera de Indiana. La bandera de Missouri presenta un círculo similar de 24 estrellas, ya que fue admitido como el estado número 24. La bandera del Servicio Exterior de los Estados Unidos también presenta el círculo de 13 estrellas.
Desde 1963, los Philadelphia 76ers (club profesional de baloncesto) han utilizado el anillo distintivo de 13 estrellas de 5 puntas en el logo de su equipo, como referencia a Filadelfia como la primera capital de Estados Unidos, donde se firmó la Declaración de Independencia y donde trabajó Betsy Ross.